# 777年
| 千纪： | 1千纪                                                                                           |
| 世纪： | 7世纪 \| 8世纪 \| 9世纪                                                                         |
| 年代： | 740年代 \| 750年代 \| 760年代 \| 770年代 \| 780年代 \| 790年代 \| 800年代                       |
| 年份： | 772年 \| 773年 \| 774年 \| 775年 \| 776年 \| 777年 \| 778年 \| 779年 \| 780年 \| 781年 \| 782年 |
| 纪年： | 丁巳年（蛇年）；唐大曆十二年；南诏长寿九年；日本寶龜八年；渤海国大興四十年                      |

## 大事记
- 诸萨克森谒查理曼军门降。而西班牙穆斯林内乱，伍麦叶王朝与阿拔斯王朝交相攻击。查理曼自忖无后顾之忧，遂劳师远征南越比利牛斯山，军于萨拉戈萨城下。战事未能取得进展，查理曼仅仅劫掠了附近几个城镇，就因为萨克森人骚动又起而班师。归途中，查理曼误以为潘普洛纳是穆斯林摩尔人的城市而将其夷为平地，此举触怒了同为基督徒的纳瓦拉地区巴斯克人。